# Évosges
Évosges es una comuna francesa situada en el departamento de Ain, de la región de Auvernia-Ródano-Alpes.

## Demografía
| 586 | 384 | 295 | 153 | 130 | 114 | 101 | 104 | 101 | 109 | 127 | 144 |
| Para los censos de 1962 a 1999 la población legal corresponde a la población sin duplicidades (Fuente: INSEE [Consultar]) |     |     |     |     |     |     |     |     |     |     |     |

## Lugares y monumentos
- Iglesia inscrita en el inventario de monumentos históricos de Francia
- Estanque de Buynand

## Deporte
El sitio es muy popular entre los amantes del parapente y vuelo libre en general.